# Chicago Spurs
Chicago Spurs was een Amerikaanse voetbalclub uit Chicago, Illinois.
De club werd opgericht in 1967 en ging spelen in de nieuw opgerichte competitie van de NPSL. Na één seizoen fusioneerde de NPSL met de USA en zo werd de North American Soccer League opgericht. In de USA speelden de Chicago Mustangs en om te kunnen concurreren verhuisde het team van de Spurs naar Kansas City en werd zo Kansas City Spurs. Dit was vreemd omdat de Spurs een volledig team hadden en de Mustangs nog een team moesten samenstellen. In 1967 speelden namelijk de spelers van Cagliari Calcio voor de Mustangs. Aanvankelijk wilden ze verhuizen naar Milwaukee. Dit ging niet door omdat de eigenaar van de Mustangs een exclusiviteitscontract had om de baseballclub Chicago White Sox in de zomer van 1968 negen wedstrijden te laten spelen in het Milwaukee County Stadium. Daarna verhuisde de club dan naar Kansas City.

## Bekende (oud-)spelers
- Eric Barber
- Joe Haverty
- Horst Szymaniak

## Seizoen per seizoen
| Jaar | League | W  | V  | G  | Ptn | Reg. Seizoen          | Playoffs            |
| ---- | ------ | -- | -- | -- | --- | --------------------- | ------------------- |
| 1967 | NPSL   | 10 | 11 | 11 | 142 | 3de, Western Division | Niet gekwalificeerd |